# Homalodisca vitripennis
Homalodisca vitripennis — вид напівтвердокрилих комах родини цикадок (Cicadellidae).

## Поширення
Батьківщиною виду є північно-східні райони Мексики та суміжні з ними штати США. Як інвазивний вид завезений в Каліфорнію (1988), Французьку Полінезію (1999), Гаваї (2004) та Острів Пасхи (2005).

## Опис
Комаха завдовжки до 12 мм. Верхня частина тіла від темно-коричневого до чорного кольору, нижня частина — біло-жовта. Верхня частина голови і спина має білі або жовтуваті плями. Очі жовті. Крила прозорі з червонуватими жилками.

## Спосіб життя
Живиться рослинним соком. Вражає понад 70 видів рослин. Небезпечний шкідник деяких культурних рослин, таких як виноград, цитрусові, мигдаль, олеандр, кісточкові рослини. Переносник бактерії Xylella fastidiosa, яка є збудником таких хвороб рослин як хвороба Пірса у винограду та різнобарвний хлороз цитрусових. Для боротьби зі шкідником використовують їхніх природних ворогів — їздців Gonatocerus triguttatus та Gonatocerus ashmeadi.